# 환경심리학
환경심리학(Environmental psychology)은 인간과 외부 세계 사이의 관계를 탐구하는 심리학의 한 분야이다. 자연 환경과 건축 환경이 개인으로서 우리를 형성하는 방식을 조사한다. 환경심리학은 인간이 환경을 어떻게 변화시키는지, 그리고 환경이 인간의 경험과 행동을 어떻게 변화시키는지를 강조한다. 이 분야에서는 환경이라는 용어를 자연 환경, 사회적 환경, 건축 환경, 학습 환경 및 정보 환경을 포괄하여 광범위하게 정의한다. APA Psychnet의 기사에 따르면 환경심리학은 사람이 계획을 생각하고 특정 장소로 여행하며 행동 전반에 걸쳐 계획을 따르는 것이다.
환경심리학은 과학자들이 인간 행동과 자연 및 건축 환경 사이의 연관성에 의문을 제기하기 시작한 1960년대 후반까지 자신의 분야로 완전히 인식되지 않았다. 이 분야는 개념이 시작된 이래로 가치 지향적이고 문제 지향적인 학문 개발에 전념해 왔으며 더 큰 사회 내에서 개인의 행복을 추구하면서 복잡한 환경 문제를 해결하는 것을 목표로 하는 연구를 우선적으로 수행해 왔다. 지구적이든 지역적이든 인간-환경 상호작용과 관련된 문제를 해결할 때 인간이 잘 반응할 환경 조건을 예측하는 인간 본성의 모델이 있어야 한다. 이 모델은 합리적인 행동을 향상시키고, 이러한 조건이 충족되지 않을 때 예상되는 결과를 예측하고, 문제 상황을 진단하는 환경을 설계, 관리, 보호 및 복원하는 데 도움이 될 수 있다. 이 분야는 광범위하고 본질적으로 여러 학문 분야에 초점을 맞추면서 인간 본성에 대한 그러한 모델을 개발한다. 공동 재산 자원 관리, 복잡한 환경에서의 길 찾기, 인간 활동에 대한 환경 스트레스의 영향, 복원 환경의 특성, 인간 정보 처리 및 지속 가능한 보존 행동 촉진과 같은 서로 다른 문제를 탐구한다. 최근에는 사회와 사회과학에서 기후 변화에 대한 관심이 높아지고 성장 한계에 대한 우려가 다시 대두되면서 해당 분야 내에서 환경 지속 가능성 문제에 대한 관심도 높아지고 있다.
이러한 다학제적 패러다임은 환경심리학이 발전할 것으로 예상되는 역동성을 특징으로 할 뿐만 아니라, 연구심리학자들 외에 다른 학파의 지식을 끌어들이는 촉매제 역할도 했다. 지리학자, 경제학자, 조경가, 정책 입안자, 사회학자, 인류학자, 교육자 및 제품 개발자 모두가 이 분야를 발견하고 참여했다.
"환경심리학"이 이 분야에 대해 가장 잘 알려져 있고 가장 포괄적인 설명임에 틀림없지만, 인간 요인 과학, 인지 인간공학, 생태 심리학, 생태 심리학, 환경 행동 연구, 인간 환경 연구로도 알려져 있다. 밀접하게 관련된 분야에는 건축 심리학, 사회 건축, 행동 지리학, 환경 사회학, 사회 생태학 및 환경 디자인 연구가 포함된다.

## 같이 보기
- 미학
- 바이오스피어 2
- 범죄예방 환경설계
- 심층 생태학
- 진화심리학
- 풍수